# Walko Tscherwenkow
Walko Weljow Tscherwenkow (transliteriert Vălko Červenkov, bulgarisch Вълко Вельов Червенков); (* 6. September 1900 in Slatiza; † 21. Oktober 1980 in Sofia) war ein bulgarischer Politiker, Generalsekretär des ZK der Bulgarischen Kommunistischen Partei und Ministerpräsident.

## Biographie

### Parteifunktionär und Widerstandskämpfer im Zweiten Weltkrieg
Bereits 1919 trat Tscherwenkow der Bulgarischen Kommunistischen Partei (Balgarska Komunisticeska Partija (BKP)) bei. Ein Jahr später wurde er Mitglied des Zentralkomitees der Kommunistischen Jugendliga, dem er bis 1925 angehörte. Während dieser Zeit nahm er am von den kommunistischen Politikern Wassil Kolarow und Georgi Dimitrow geführten blutigen Aufstand gegen die Regierung von Ministerpräsident Aleksandar Zankow am 23. September 1923 teil. Anschließend war er als Redakteur der prokommunistischen Zeitungen Die Zusammenkunft und Der Stamm der Soldaten tätig.
Im Oktober 1925 begann er ein Studium an der Parteihochschule der KPdSU in Moskau. Nach seiner Rückkehr nach Bulgarien wurde er selbst Direktor der Schule für Marxismus-Leninismus der BKP.
Während des Zweiten Weltkrieges war Tscherwenkow aktives Mitglied der kommunistischen Widerstandsbewegung gegen die pro-deutsche Regierung von Bogdan Filow. Dabei verbreitete Tscherwenkow insbesondere aus der Sowjetunion heraus von ihm als Direktor der Radiostation Christo Botew gestaltete antifaschistische Radiosendungen. Nach dem erfolgreichen Putsch der Vaterländischen Front vom 9. September 1944 kehrte er wieder aus der Sowjetunion zurück und wurde zum Mitglied des Zentralkomitees (ZK) der BKP gewählt.

### Volksrepublik Bulgarien
Nach der Gründung der Volksrepublik Bulgarien am 15. September 1946 nahm Tscherwenkow schnell Spitzenämter innerhalb der Partei- und Staatsführung ein. 1947 war er Delegierter Bulgariens bei der Versammlung der Gründung Kominform in der polnischen Stadt Szklarska Poręba.
Im Dezember 1947 wurde Tscherwenkow dann als Kulturminister in die Regierung von Ministerpräsident Georgi Dimitrow berufen, der zugleich auch sein Schwager war. Nach dessen Tod am 2. Juli 1949 wurde er in der Regierung von dessen Nachfolger Kolarow Erster Stellvertretender Ministerpräsident und zusammen mit diesem auch Co-Vorsitzender der BKP.
Nachdem Kolarow bereits ein halbes Jahr später am 23. Januar 1950 verstorben war, wurde Tscherwenkow alleiniger Generalsekretär des ZK der BKP. Am 3. Februar 1950 wurde er außerdem zum Vorsitzenden des Ministerrates ernannt. Wegen seines stalinistischen Kurses wurde er als Kleiner Stalin bezeichnet oder wegen seines Vornamens Vălko auch „der rote Wolf“.
Nach Stalins Tod am 5. März 1953 kam es zunehmend zu Kritik an seiner Partei- und Regierungsführung. Aus diesem Grund wurde Tscherwenkow ein Jahr nach Stalins Tod am 4. März 1954 zunächst als Generalsekretär der BKP durch Todor Schiwkow abgelöst. Am 17. April 1956 wurde Tscherwenkow auch gezwungen, als Ministerpräsident zurückzutreten und dieses Amt an seinen Stellvertreter Anton Jugow abzugeben.
Tscherwenkow wurde stattdessen selbst stellvertretender Ministerpräsident und verblieb auch Mitglied des ZK der BKP. Auf dem VIII. Parteitag der BKP, der im November 1962 stattfand, wurde ihm zusammen mit Jugow parteischädigendes Verhalten vorgeworfen und er wurde am 27. November 1962 aller Partei- und Regierungsämter enthoben. Noch im gleichen Jahr wurde er aus der BKP ausgeschlossen.
1969 erfolgte zwar aufgrund der Ereignisse des Prager Frühlings seine stillschweigende Rehabilitation, dennoch nahm er keine politischen Ämter mehr wahr.